# Aeroportul Abingdon
Aeroportul Abingdon (IATA: ABG, ICAO: YABI) este un aeroport din Queensland, Australia. A fost numit după Abingdon Downs⁠(d).
Situat la o altitudine de 225 m, aeroportul dispune de o singură pistă.